# Maestro del retablo de Aquisgrán

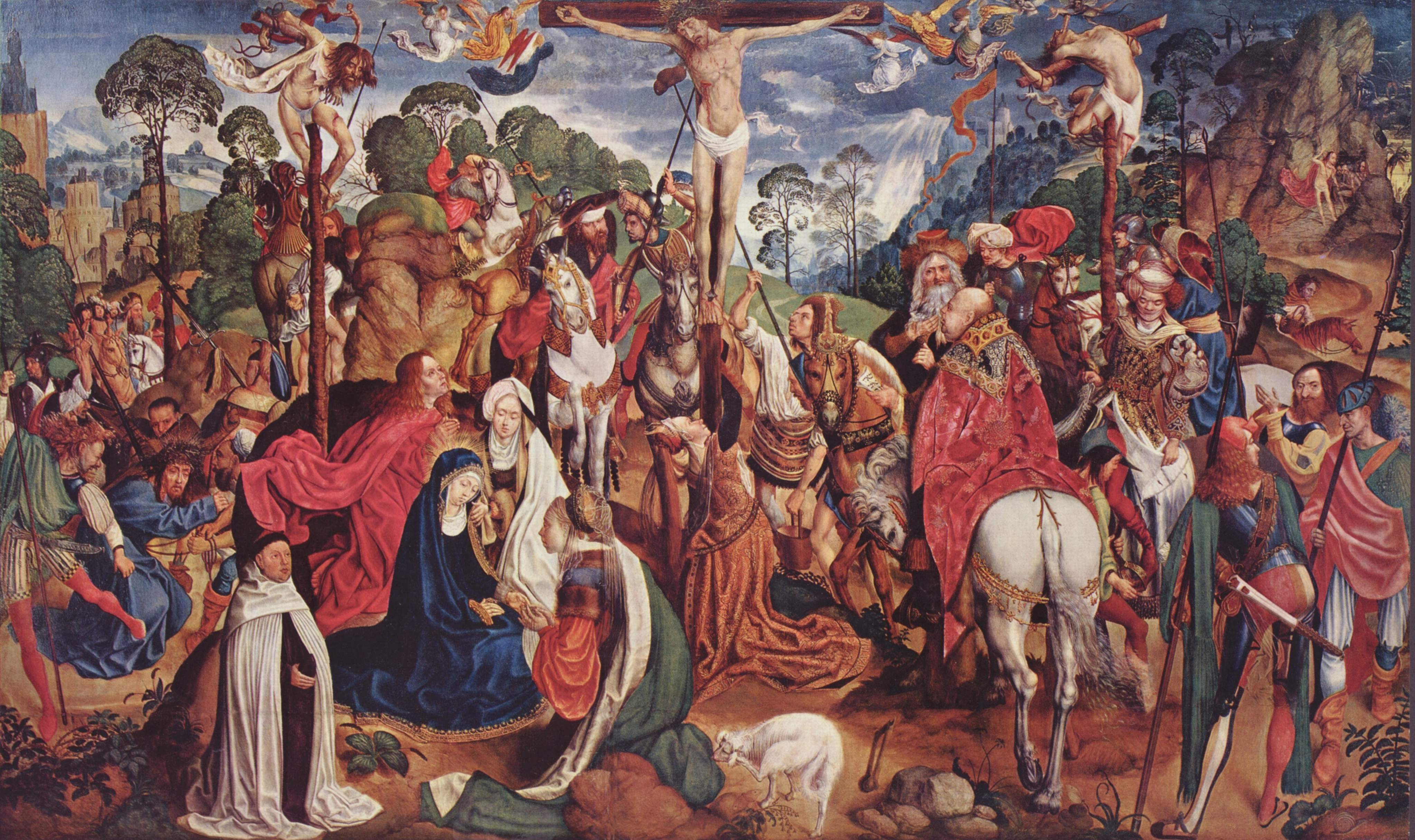
El calvario, panel central del tríptico de la Pasión o retablo de Aquisgrán.
143 × 242 cm (ca. 1505-1510).

Maestro del retablo de Aquisgrán (Meister des Aachener Altars en lengua alemana) es la denominación historiográfica de un maestro anónimo del gótico tardío. Fue nombrado así por su obra maestra, el tríptico de la Pasión conservado en la cámara del tesoro de la catedral de Aquisgrán. Pertenece, junto al Maestro de San Severino y el Maestro de la Leyenda de Santa Úrsula al grupo de pintores activos a finales del siglo XV y comienzos del siglo XVI en Colonia con un estilo y sensibilidad propios del gótico tardío (escuela de Colonia). Este original e interesante artista, que está en el umbral de los tiempos modernos, puede ser visto como el último gran representante de esa escuela.
Al igual que todos los pintores de Colonia de la segunda mitad del siglo XV, el Maestro del retablo de Aquisgrán no aparece en los archivos de artistas de la época mencionado con un nombre que lo identifique. Hasta el momento no es posible conectar con seguridad la obra con un nombre propio. Dado que apenas hay datos y fuentes seguras, su labor artística se ha determinado con la ayuda de comparaciones críticas.
Encuentra su expresión en la inquietud de altibajos de los representados, la densidad del hacinamiento, la intención en las composiciones, los ricos contrastes determinados por paisajes atmosféricos y el tiempo para su correlación de ideas y el poder de los colores. Sorprendentes son las drásticas incursiones que caracterizan su trabajo, como el naturalismo con que describe las características de una enfermedad sifilítica y un niño mongólico en el retablo de Aquisgrán. Como retratista demuestra su capacidad para matizar la imagen de las personas, tales como la vida y la ejecución de los retratos realistas sobre el retablo de Liverpool, así como el retrato de Johann von Melem el Joven, hijo del patricio Johann von Melem de Colonia procedentes de Fráncfort del Meno. Esta imagen se encuentra actualmente en la Alte Pinakothek de Múnich y también se le atribuye al Maestro del retablo de Aquisgrán. Johann el Joven, al igual que su padre, el alcalde de Colonia y comerciante Hermann Rinck, se incluyen entre sus clientes, además de las carmelitas, para las que pinta un gran retablo, y la familia Hardenrath, originaria de Colonia, para la que pinta un mural.
Los rasgos del Maestro del retablo de Aquisgrán en la pintura de Colonia están fuera de toda duda. La proximidad al Maestro de la Sagrada Familia, así como la plasmación de ideas y de imágenes mostraron motivos que confirman la sospecha ambos maestros proceden del mismo taller. Incluso el Maestro de San Severino fue una importante influencia en para ambos maestros, tanto en las figuras como en el estilo y la disposición de las pintura. El Maestro del retablo de Aquisgrán influyó a su vez en el Maestro del retablo de San Bartolomé. Además, el pintor fue influido por la pintura flamenca, sobre todo por las obras de Hugo van der Goes.
El efecto de que el maestro tuvo en artistas posteriores, no parece haber sido grande. Algunas obras de Bartholomäus Bruyn el Viejo, sin embargo, muestran un conocimiento detallado de las obras por el Maestro del retablo de Aquisgrán y demuestra que Bruyn se ha fijado en la composición de las obras maestras de este pintor.

## Obra
Sólo un número relativamente pequeño de obras puede ser atribuidas sin duda al maestro: dos retablos de la Pasión, una pared en ruinas con frescos, dos dibujos y siete paneles, algunos de formato más grande.
- Adoración de los Reyes (ca. 1493-1495), Rheinisches Landenmuseum, Bonn.[1]
- Retrato de Johann de Melem, Alte Pinakothek, Múnich. El comerciante Johann Frankfurt (II) de Melem nació alrededor de 1455-60; de la inscripción 37 jährig ("37 años") se deduce la datación de la obra (1495).
- Adoración de los Magos, dibujo a lápiz, Musée du Louvre, París (ca. 1505-1510). El dibujo es un preparativo previo al cuadro Adoración de los Magos de Berlín.
- La Adoración de los Reyes Magos Staatliche Museen, Berlín (ca. 1505-1510). Si atendemos al escudo de la parte inferior izquierda de la obra, es presumible que fuera destinada a la Cartuja de Colonia.[2]
- Cristo como Salvator Mundi, Wallraf-Richartz Museum, Colonia (ca. 1505-1510).
- Tríptico de la Pasión (ca. 1505-1510), repartido entre la National Gallery, Londres (panel central: El Calvario) y la Walker Art Gallery,[3] Liverpool (ala izquierda interior: Pilatos lavándose las manos; exterior: Misa de San Gregorio; ala derecha interior: Lamentación de Cristo, exterior: Donantes de rodillas).
- La Virgen y el Niño entre Santa Catalina y Santa Úrsula, colección privada (1510).
- Feria de San Gregorio, Museo del Convento de la Orden de Catalina, Utrecht (ca. 1510-1515).
- La resurrección de Lázaro, dibujo, Galería del Grabado, Berlín (ca. 1510-1515).
- La Virgen con el Niño y ángeles tocando música, Alte Pinakothek, Múnich (ca. 1515).
- Tríptico de la Pasión o Retablo de Aquisgrán, catedral de Aquisgrán, (ca. 1515-1520).